# No Gods No Masters
No Gods No Masters è il settimo album in studio del gruppo alternative rock statunitense-scozzese Garbage, pubblicato l'11 giugno 2021.

## Il disco
«Il suo contenuto» ha detto Manson «è stato altamente influenzato dalla numerologia: le sette virtù, i sette dolori e i sette peccati capitali. È il nostro tentativo di trovare un senso al mondo caotico in cui viviamo. È l’album che sentivamo di dover incidere in questo momento. Ho cercato di dare un senso alle cose del mondo. Perché alcune persone votano destra e altre sinistra? Andare in Cile mi ha ispirata. A Santiago, durante le manifestazioni, l’intera città era coperta di graffiti, anche i palazzi storici e i musei. Vederlo è stato uno shock. Chi era con me mi ha chiesto: “Perché sei tanto scioccata? Noi manifestiamo per delle vite umane e a te scandalizzano i danni alle proprietà, ai palazzi, ai monumenti? Dovresti pensare alle persone che sono state ferite”. È stato come ricevere un ceffone».

## Tracce
Tracce dell'edizione standard
1. The Men Who Rule the World – 4:27
2. The Creeps – 3:33
3. Uncomfortably Me – 3:16
4. Wolves – 4:16
5. Waiting for God – 4:04
6. Godhead – 4:08
7. Anonymous XXX – 4:07
8. A Woman Destroyed – 5:32
9. Flipping the Bird – 3:37
10. No Gods No Masters – 4:31
11. This City Will Kill You – 4:36

Tracce bonus nell'edizione deluxe
1. No Horses – 5:23
2. Starman – 4:08
3. Girls Talk (featuring Brody Dalle) – 3:34
4. Because the Night (featuring Screaming Females) – 4:55
5. On Fire – 5:07
6. The Chemicals (featuring Brian Aubert) – 4:20
7. Destroying Angels (featuring John Doe and Exene Cervenka) – 5:01
8. Time Will Destroy Everything – 4:44

## Formazione
Hanno partecipato alle registrazioni:
Garbage
- Shirley Manson – voce
- Duke Erikson – chitarra, cori
- Steve Marker – chitarra
- Butch Vig – batteria, sintetizzatore